# 中国煤炭工业协会
中国煤炭工业协会，简称中煤协会，是中华人民共和国煤炭行业的综合性社会团体。1999年成立。现任会长为梁嘉琨。

## 代管协会
- 中国煤炭运销协会
- 中国煤炭建设协会
- 中国煤炭加工利用协会
- 中国煤炭经济研究会
- 中国煤炭机械工业协会
- 中国煤矿文化宣传基金会
- 中国煤矿文化艺术联合会
- 中国煤炭职工思想政治工作研究会
- 中国煤矿体育协会
- 中国煤炭教育协会
- 中国煤炭学会